# Julien II d'Antioche
Julien II d'Antioche fut le quarante-sixième patriarche d'Antioche de novembre 687 à 708 suivant le décompte de l'Église syriaque orthodoxe .